# Nyambaka
Nyambaka est une commune du Cameroun située dans la région de l'Adamaoua et le département du Vina.

## Population
Lors du recensement de 2005, la commune comptait 28 726 habitants.

## Structure administrative de la commune
Outre Nyambaka proprement dit, la commune comprend les villages suivants :
- Badjer-Bouldouka
- Balel Ngaoussoy
- Balewa I
- Balewa II
- Bandal
- Belel Dibi
- Dibi
- Djamtari
- Fouloukou
- Gado-Djerem
- Galdi
- Kadjoka
- Katil Mboum
- Kognoli
- Laoupanga
- Lawana
- Maloko Wouroissa-Boula
- Malombo
- Mandourou Kolsel
- Mangoli
- Mangom
- Marwol
- Mbere-Magoïnang
- Mbereng
- Mbong Iya
- Ndassakoul
- Ndibi-Mboum
- Ndjouroum
- Neminaka
- Ngaoubol-Kognoli
- Nyambaka-Hossere
- Soua-Ngor
- Souckounga I
- Wassande
- Wouro Sangue